# Братья Кличко
Братья Кличко (укр. Брати Клички), Виталий Владимирович Кличко (укр. Віта́лій Володи́мирович Кличко́; род. 19 июля 1971) и Владимир Владимирович Кличко (укр. Володи́мир Володи́мирович Кличко́; род. 25 марта 1976) — два украинских боксёра, выигравшие самые престижные титулы чемпионов мира в профессиональном боксе, по версиям WBC, WBA, IBF, WBO и IBO. Также Виталий Кличко был серебряным призёром чемпионата мира 1995 года, а Владимир стал победителем Олимпийских игр 1996 года.

## Хронология
Владимир и Виталий Кличко дебютировали на профессиональном ринге 16 ноября 1996 года в Вандсбеке.
14 февраля 1998 года Владимир завоевал свой первый титул в профессиональном боксе — интернационального чемпиона по версии WBC. 
2 мая 1998 года его старший брат завоевал вакантный титул интерконтинентального чемпиона по версии WBО, а 24 октября того же года завоевал вакантный титул чемпиона Европы по версии EBU.
5 декабря 1998 года состоялся единственный вечер бокса с участием братьев Кличко в Киеве. Во время этого вечера Владимир Кличко (на тот момент имел 24 победы, 21 из них нокаутом и 0 поражений) проиграл техническим нокаутом в 11-м раунде американскому боксёру Россу Пьюритти, который имел на тот момент 24 победы, 13 поражений и 3 ничьих.
26 июня 1999 года Виталий завоевал титул чемпиона мира по версии WBO нокаутировав во втором раунде англичанина Херби Хайда (31-1). После этого боя он провёл две успешных защиты титула, после чего встретился с американцем Крисом Бёрдом (30-1), во время боя он получил травму плеча и отказался продолжать поединок после 9-го раунда.
14 октября 2000 года Владимир Кличко провёл поединок против Криса Бёрда и выиграл его единогласным решением судей, вернув титул чемпиона мира по версии WBO (в неофициальных источниках поединок получил название «Месть за брата»).
8 декабря 2001 года Виталий Кличко провёл первую защиту титула интерконтинентального чемпиона мира по версии WBA против Росса Пьюритти и одержал победу техническим нокаутом в 11-м раунде.
8 марта 2003 года проводя 6-ю защиту титула против южноафриканского боксёра Корри Сандерса, Владимир Кличко потерпел второе поражение в профессиональной карьере техническим нокаутом во 2-м раунде.

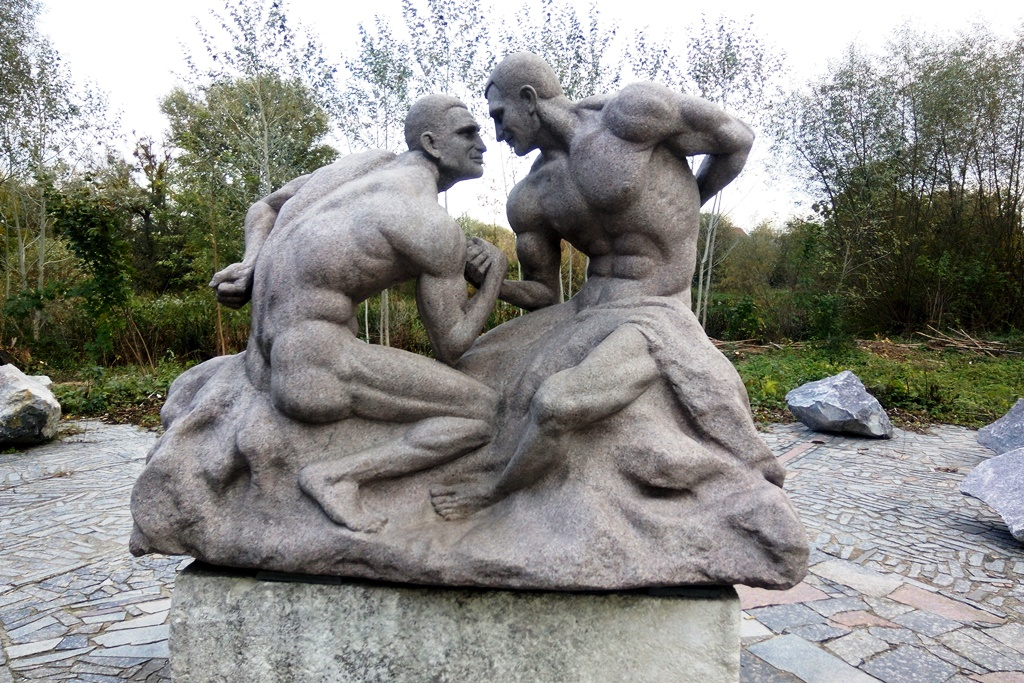
Скульптура братьям Кличко в Коростышевском парке, Украина

В июне 2003 года Виталию Кличко боксировал с одним из самых сильных боксёров-тяжеловесов того времени — Ленноксом Льюисом. Бой состоялся 21 июня и был остановлен после 6-го раунда из-за рассечения у Виталия. Победу одержал Льюис, но Кличко-старший оказал ему сопротивление и к моменту остановки боя он лидировал на всех судейских записках со счётом 58:56. Затем Виталий провёл ещё три поединка: первый против Кирка Джонсона за возможность оспаривать титул чемпиона мира по версии WBC, бой завершился победой Кличко техническим нокаутом во втором раунде; второй бой против Коррис Сандерса (который годом ранее победил Владимира) за титул чемпиона мира по версии WBC и журнала The Ring и третий бой против Дэнни Ульямса, который за полгода до этого нокаутировал Майка Тайсона. Затем Виталий должен был провести бой-защиту против Хасима Рахмана, но поединок несколько раз переносился, а затем Виталий объявил о завершении карьеры из-за травм.
10 апреля 2004 года Владимир Кличко боксировал за вакантный титул чемпиона мира по версии WBO против Лаймона Брюстера, но проиграл ему техническим нокаутом в пятом раунде.
24 сентября 2005 года Владимир провёл бой против нигерийского боксёра Сэмюэля Питера, у которого было в активе 24 победы, из них 21 досрочная. Питеру удалось трижды отправить Владимира в нокдаун, но тем не менее украинец одержал победу по очкам 114:111. Этот поединок был отборочным за звание чемпиона мира по версиям WBO и IBF.
22 апреля 2006 года Кличко-младший провёл второй поединок против Криса Бёрда и одержал победу техническим нокаутом в 7-м раунде, заняв титул чемпиона мира по версии IBF, и завоевал вакантный титул чемпиона мира по версии IBO.
23 февраля 2008 года Владимир провёл поединок за чемпионские титулы по версиям WBO, IBF и IBO против российского боксёра Султана Ибрагимова (22 победы и 1 ничья). Поединок продлился двенадцать раундов и завершился победой Владимира Кличко по судейским запискам.
20 июня 2009 года Владимир одержал победу над узбекским боксёром Русланом Чагаевым и завоевал пояс чемпиона по версии журнала «The Ring».
После завершения боксёрской карьеры Виталий Кличко занялся политической деятельностью и основал политическую партию «УДАР» (Украинский демократический альянс за реформы), некоторое время был советником президента Украины. В 2007 году Виталий объявил о возобновлении карьеры и 20 октября 2008 года на правах почётного чемпиона по версии WBC провёл поединок против нигерийца Сэмюэля Питера, который на тот момент обладал титулом чемпиона мира по версии этой организации. После этого боя провёл ещё девять защит титула, после чего в конце 2013 года окончательно завершил карьеру.
2 июля 2011 года Владимир Кличко провёл поединок против английского боксёра Дэвида Хэя и завоевал титул чемпиона мира по версии WBA — единственный чемпионский пояс, которого не было у братьев Кличко. После победы над Хэем Владимир провёл 8 успешных защит титулов (WBA, IBF, WBO, IBO и The Ring), после чего 28 ноября 2015 года проиграл все свои пояса британскому боксёру Тайсону Фьюри (24-0).
29 апреля 2017 года Владимир попытался оспорить титулы WBA, IBF и IBO в поединке против другого англичанина Энтони Джошуа, но проиграл ему техническим нокаутом в 11-м раунде. После этого поражения, в августе 2017 года Владимир Кличко объявил о завершении спортивной карьеры.
Оба брата являются кандидатами наук в области физической культуры.

## Достижения и признание

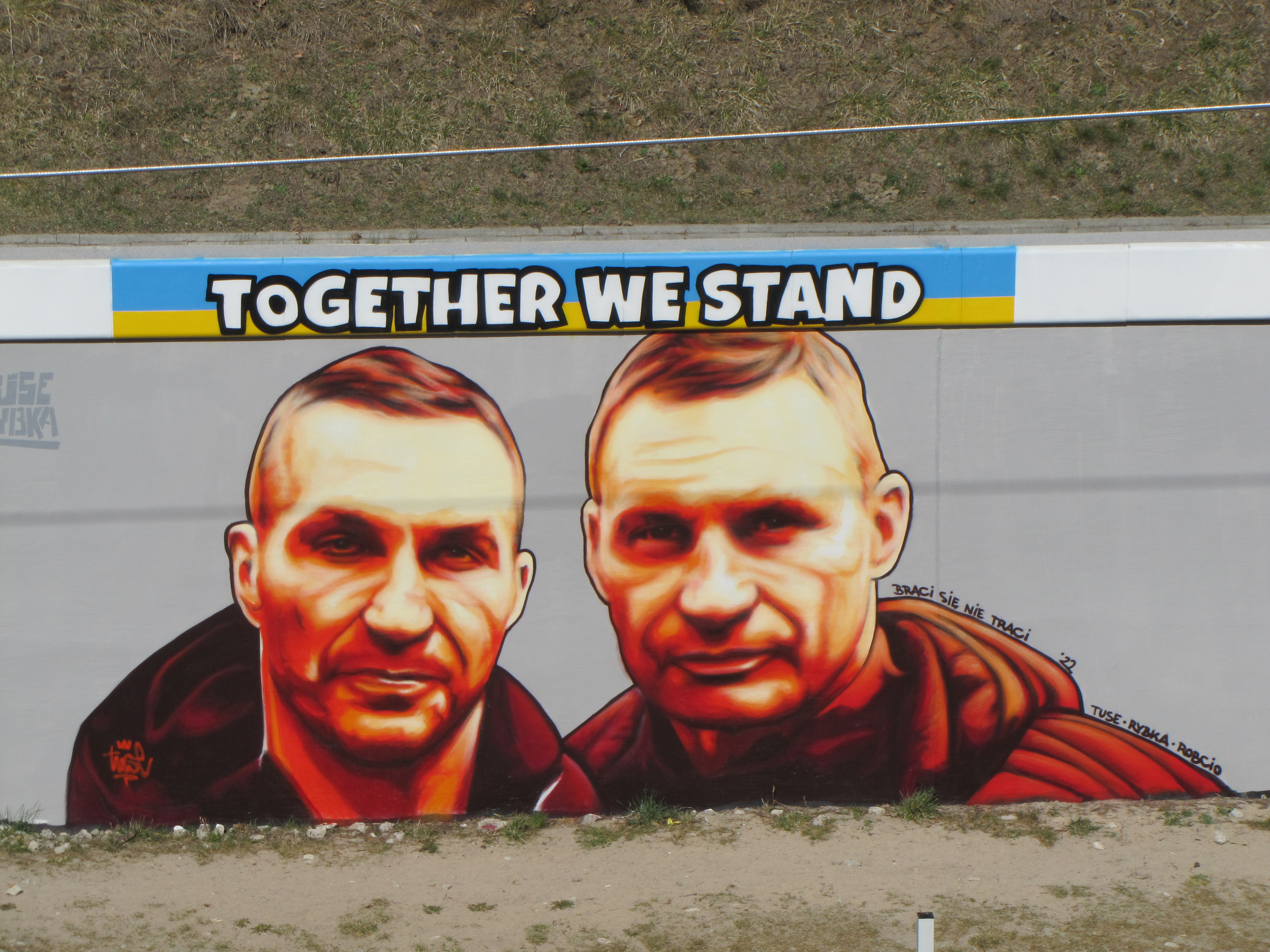
Граффити посвящённое братьям

Победа Виталия Кличко над Сэмюэлом Питером 11 октября 2008 года стала воплощением в жизнь давней мечты братьев — стать одновременно чемпионами мира по боксу в тяжёлом весе по версиям разных организаций профессионального бокса. Виталий вернул себе чемпионский пояс организации WBC, Владимир же к этому моменту обладал уже тремя поясами, являясь чемпионом по версиям WBO, IBF и IBO. За бой с Сэмюэлом Питером в 2009 году Виталию Кличко была присуждена премия Мировой академии спорта «Лауреус» в номинации «Возвращение года».
2 июля 2011 года братья осуществили свою вторую мечту. После того, как Владимир завоевал пояс чемпиона WBA, победив предыдущего чемпиона Дэвида Хэя, чемпионские пояса в тяжёлом весе всех четырёх важнейших организаций в мировом боксе перешли во владение братьями. Помимо титулов этих четырёх организаций, Владимир также обладает поясами The Ring Magazine и IBO.
Братья Кличко на протяжении нескольких лет возглавляют независимый рейтинг тяжеловесов на портале boxrec, причём с большим отрывом от остальных тяжеловесов современности.
В 2011 году за свои спортивные достижения братья получили Премию Штайгер.
В честь братьев Кличко назван астероид № 212723, открытый 14 сентября 2007 года в Андрушёвской астрономической обсерватории.

## Семья
Отец — Владимир Родионович Кличко (24 апреля 1947 — 13 июля 2011, Киев) — военный атташе посольства Украины в Германии и НАТО, генерал-майор.
Владимир Родионович Кличко родился 24 апреля 1947 года в семье сотрудника милиции, в прошлом начальника паспортного стола села Вильшаны Черкасской области Украинской ССР Родиона Петровича Кличко (15 ноября 1910 — ?) и учительницы начальных классов и украинского языка Тамары Ефимовны Кличко (урождённой Этинзон), родом из Смелы той же Черкасской области и выпускницы Корсунского педагогического училища. Во время немецкой оккупации Смелы Родион Петрович укрывал свою жену в подвале (подполе), в то время как её семья погибла в гетто и умер их старший сын Владимир. После войны они отправились в Казахстан, Родион Петрович Кличко руководил депортацией крымских татар, там и родились их сын Владимир и две дочери — Раиса и Анна.
Владимир Родионович Кличко окончил лётное училище, служил в Чехословакии, Киргизии, Казахстане, Прибалтике, в звании полковника авиации участвовал в ликвидации последствий аварии на Чернобыльской атомной электростанции.
Последние годы жизни в звании генерал-майора Военно-воздушных сил Украины был военным атташе при посольстве Украины в Германии и НАТО (Ремаген).
Владимир Родионович умер от рака 13 июля 2011.
Мать — Надежда Ульяновна Кличко (урождённая Булыно) (род. 30 июля 1949) — учительница начальных классов.